# Đôi dép Bác Hồ

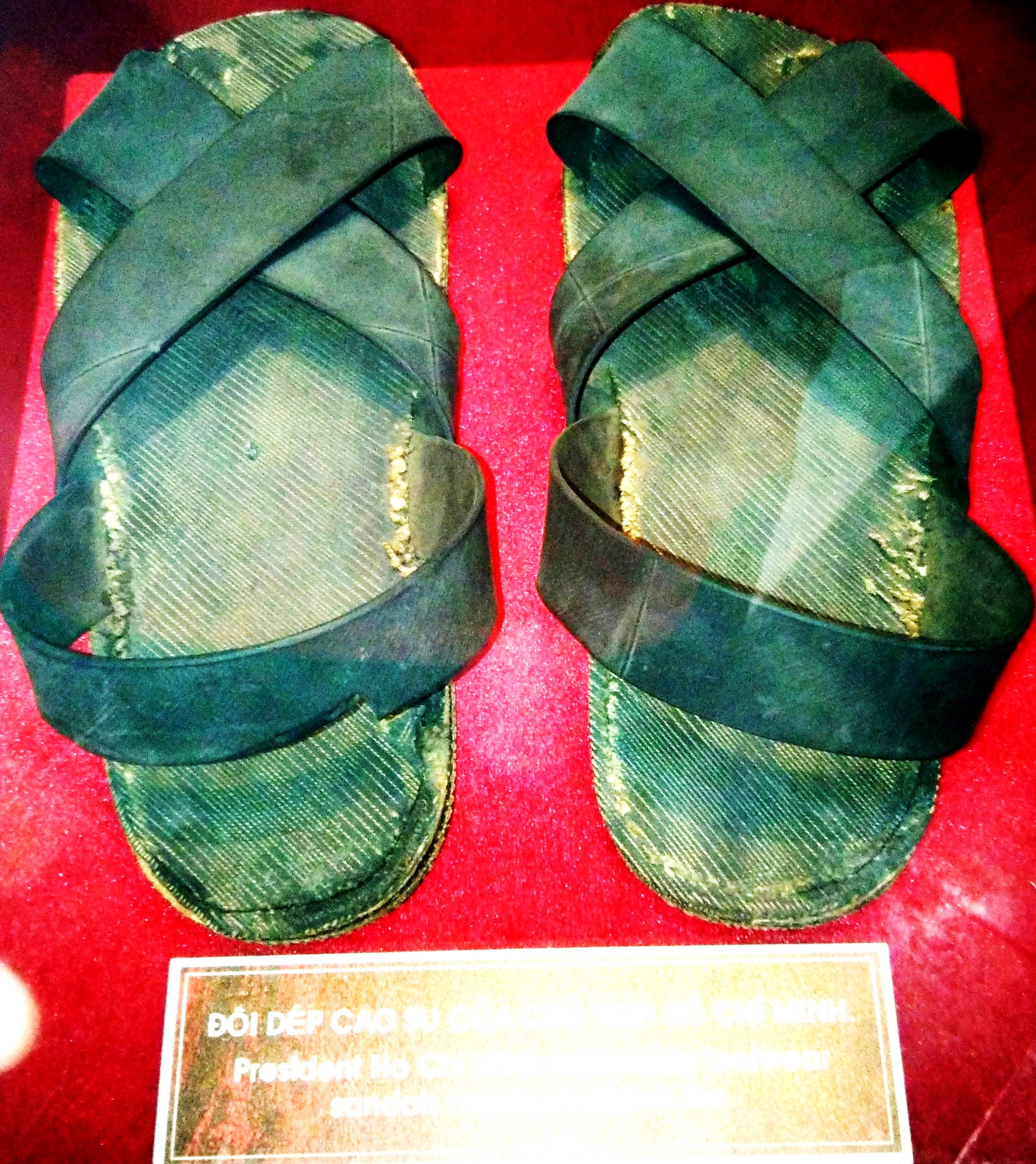
Đôi dép Bác Hồ tại bảo tàng Bến Nhà Rồng năm 2018

Đôi dép Bác Hồ hay Đôi dép Hồ Chí Minh nguyên là một đôi dép lốp cũ được kể là do Chủ tịch Hồ Chí Minh sử dụng trong hơn 20 năm, từ năm 1947 đến khi ông qua đời. Tại Việt Nam và ở một số quốc gia thân hữu, đôi dép này được xem như là một trong những biểu tượng về "cuộc đời cách mạng" của Hồ Chí Minh, được đề cập trong nhiều bài báo cũng như một số bài hát, bài thơ.

## Lịch sử ra đời
Đôi dép này được làm ra vào khoảng năm 1947, chế tạo từ một chiếc lốp ô tô quân sự của quân đội Pháp do quân đội Việt Nam thu được sau trận phục kích tại Việt Bắc, và được gửi tặng cho Chủ tịch Hồ Chí Minh như một vật lưu niệm về chiến thắng. Đôi dép lốp này ông đã sử dụng hơn 20 năm, kể từ năm 1947, và cũng từng theo chân ông đi đến các quốc gia khác như Ấn Độ, và hiện nay được đặt trong Lăng Chủ tịch Hồ Chí Minh như một di vật của ông và đang được đệ trình công nhận là bảo vật quốc gia của Việt Nam. 

## Biểu tượng cuộc đời cách mạng
Như nhiều người Việt Nam trải qua thời kỳ chiến tranh, Hồ Chí Minh sử dụng dép lốp đơn giản bởi sự tiết kiệm và tiện dụng của nó. Tuy nhiên, với cương vị là nguyên thủ chính thể Việt Nam Dân chủ Cộng hòa, lãnh tụ của phong trào độc lập và toàn vẹn lãnh thổ Việt Nam, trang phục giản dị và tiết kiệm của ông, trong đó có đôi dép lốp, trở thành những biểu tượng tuyên truyền hiệu quả, tạo ra sự khác biệt về hình ảnh Hồ Chí Minh gần gũi với dân chúng so với các đối thủ chính trị của ông, và thường được nêu để người dân học tập và làm theo tấm gương đạo đức này.
Năm 1960, khi ông đến thăm một đơn vị Hải quân Nhân dân Việt Nam, khi mọi người vây quanh đề nghị Bác thay đôi dép cũ, Bác nói:
| “             | Các cháu nói đúng nhưng chỉ đúng một nửa, dép của Bác cũ nhưng chỉ mới tụt quai, cháu đã chữa lại chắc chắn thì còn thọ lắm! Mua đôi khác chẳng đáng là bao nhưng khi chưa cần thiết cũng chưa nên. Ta phải biết tiết kiệm vì đất nước ta còn nghèo …. | ” |
| — Hồ Chí Minh | |   |

Trong tiếng Anh, người ta quen dùng cụm từ "Ho Chi Minh sandals" để chỉ những chiếc dép lốp.

## Hình tượng trong văn hóa đại chúng
Đây cũng là tên nhiều bài thơ và bài hát liên quan đến cuộc đời Hồ Chí Minh. Riêng bài thơ "Đôi dép Bác Hồ" được nhạc sĩ Văn An phổ nhạc, rất nổi tiếng và đã đi vào lòng người dân Việt Nam hơn nửa thế kỷ.
Đôi dép của Hồ Chí Minh thường được dùng như một ví dụ về "sự giản dị và đức tính tiết kiệm" của ông. Như một bài báo đã viết: "Đôi dép ấy rất đỗi bình dị, mộc mạc đơn sơ, nhưng thật nhiều ý nghĩa như chính cuộc đời Bác kính yêu. Bởi đôi dép cao su đã gắn liền với cuộc đời hoạt động cách mạng vì dân, vì nước của Bác. Ngày nay, đôi dép ấy đã trở thành kỉ vật thiêng liêng và vô giá của dân tộc ta." 
Hình ảnh về đôi dép của Hồ Chí Minh đã đi vào thơ văn Việt Nam như bài thơ kể về đôi dép được Tạ Hữu Yên sáng tác vào năm 1969:
| “            | Đôi dép đơn sơ, Đôi dép Bác Hồ Bác đi từ ở chiến khu Bác về Phố phường, trận địa, nhà máy, đồng quê. Đều in dấu dép Bác về Bác ơi. Dép này Bác trải đường dài Đã cùng Bác vượt chông gai Xây non nước nhà. Đường đi chiến đấu gần xa Dấu dép cha già dẫn lối con đi… | ” |
| — Tạ Hữu Yên | |   |

Từ lời thơ ấy, nhạc sĩ Văn An cũng có viết một bài hát mang tên " Đôi dép Bác Hồ" vào những năm 1970, để nhớ về Hồ Chí Minh, lời bài hát như sau:
| “        | Đôi dép đơn sơ, đôi dép Bác Hồ Bác đi từ ở chiến khu Bác về, Bác đi từ ở chiến khu Bác về. Phố phường trận địa nhà máy đồng quê đều in dấu dép Bác về Bác ơi, đều in dấu dép Bác về Bác ơi. Dép này Bác trải đường dài, đã cùng Bác vượt chông gai xây non nước nhà. Đường đi chiến đấu gần xa dấu dép cha già dẫn lối con đi, dấu dép cha già dẫn lối con đi. | ” |
| — Văn An | |   |

Bài hát này đã được nhiều ca sĩ danh tiếng của dòng nhạc đỏ thể hiện, như Bích Liên, Tuyết Nhung, Thu Hiền,...
Nhạc sĩ Thuận Yến cũng có một bài hát Đôi dép Bác Hồ cùng tên, cũng phổ từ lời thơ của Tạ Hữu Yên, nhưng không nổi tiếng bằng. Năm 2012, nhà thơ Nguyễn Hưng Hải cũng có một bài thơ mang tựa đề Đôi dép Bác Hồ nhưng không nổi tiếng bằng.